# Columbia (namn)

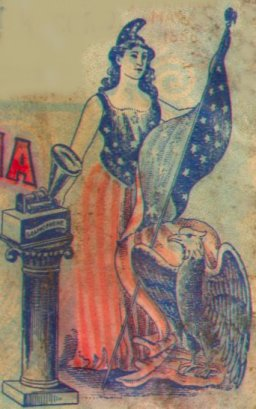
Columbia som en kvinnlig nationalpersonifikation av USA. På huvudet har hon en frygisk mössa och framför henne står den vithövdade örnen från USA:s förbundsvapen. Bilden tagen från en tidig annons för skivbolaget Columbia, vilket förklarar fonografen på pelaren till vänster.

Columbia är en nylatinsk femininform av Christopher Columbus efternamn. 
Det används som ett poetiskt namn eller kvinnlig nationspersonifikation på USA, vid sidan om den manlige Onkel Sam, främst innan denne blev mer vanligt förekommande på 1920-talet. Det federala distriktet i vilket huvudstaden Washington, D.C. ligger heter District of Columbia. 
Musikstycket Hail, Columbia används som fanfar och välkomsthälsning för USA:s vicepresident.

## Som företagsnamn
Nationspersonifikation Columbia förekommer även i logotypen och namnet för filmbolaget Columbia Pictures, liksom för skivbolaget Columbia Records. TV-bolaget CBS är ursprungligen en förkortning för Columbia Broadcast System.

## Bildgalleri

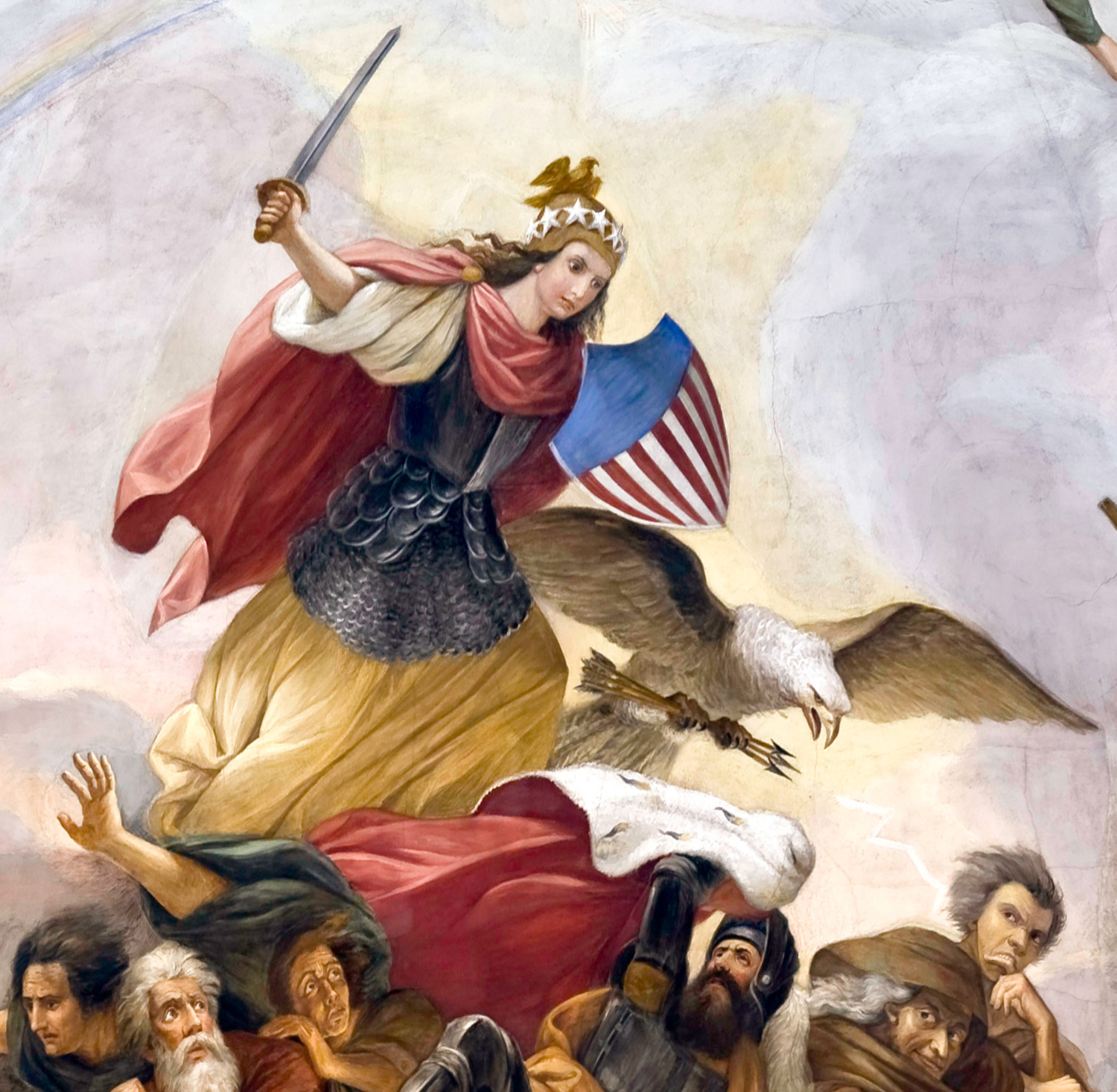
Columbia i The Apotheosis of Washington oculusmålningen i Kapitolium.
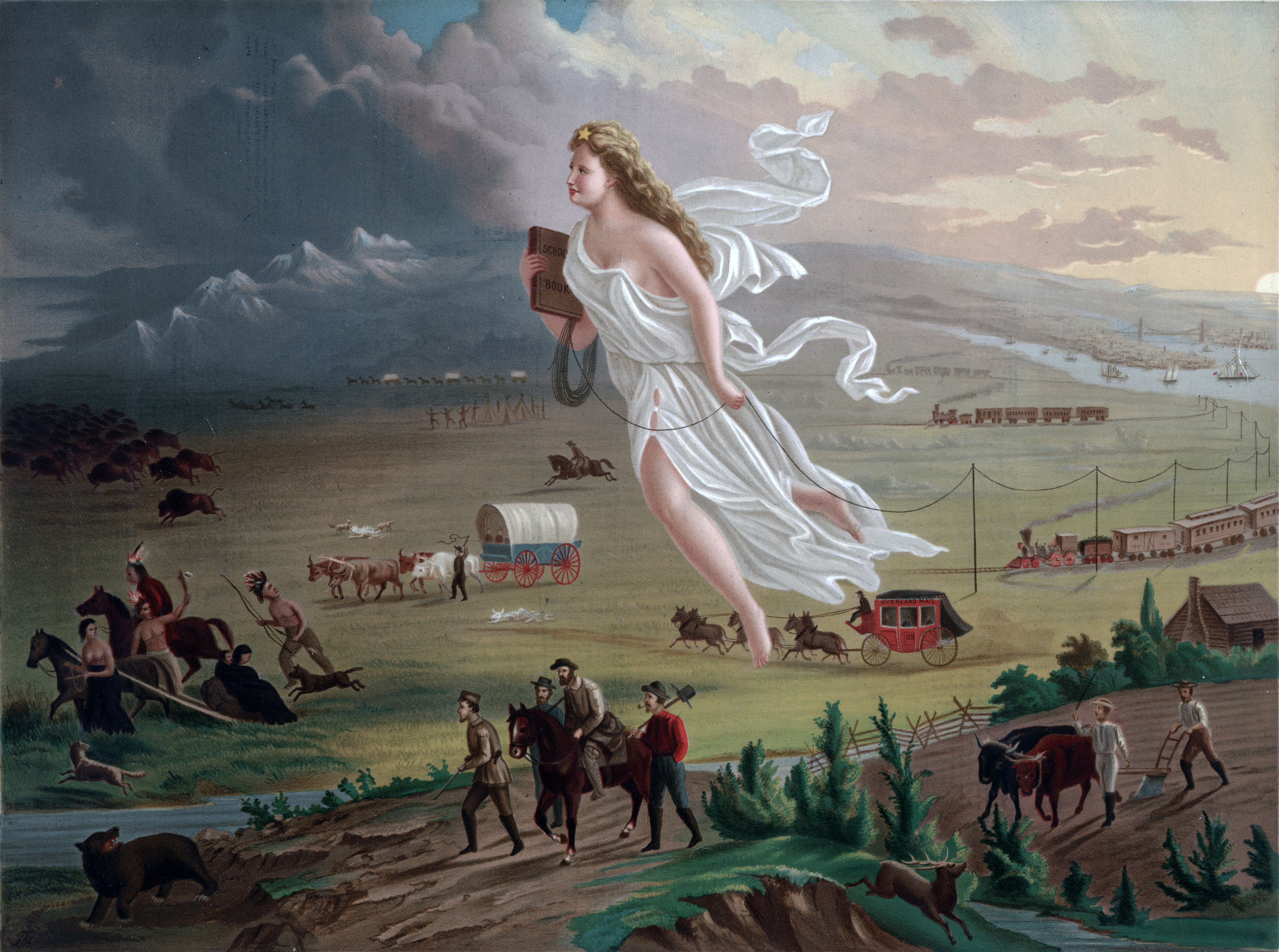
Den nationalromantiska målningen American Progress av John Gast från 1872 föreställer Columbia ledande det amerikanska folket västerut, en allegorisk föreställning av manifest destiny.
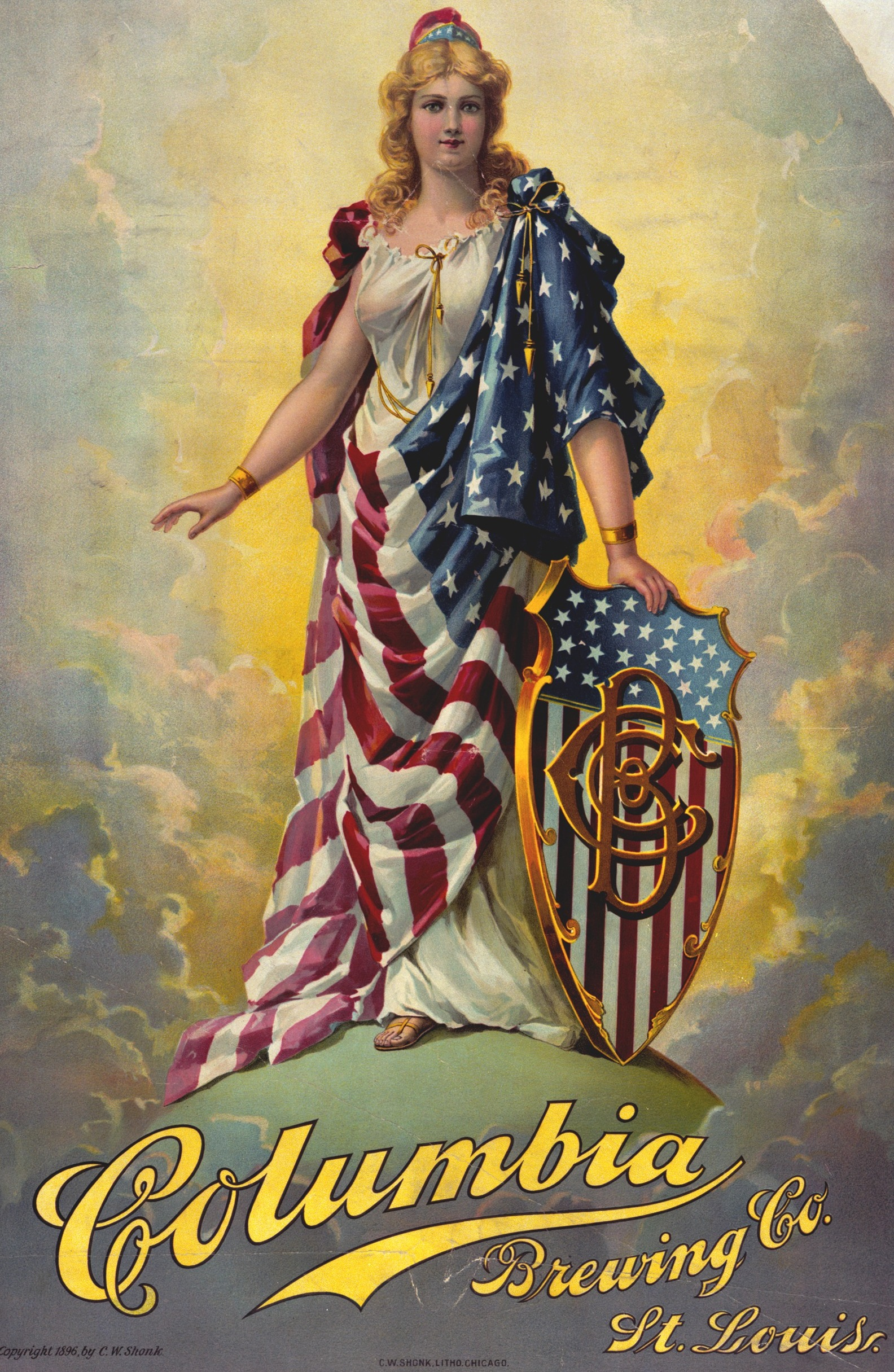
Columbia Brewing Co. i St. Louis, 1896.
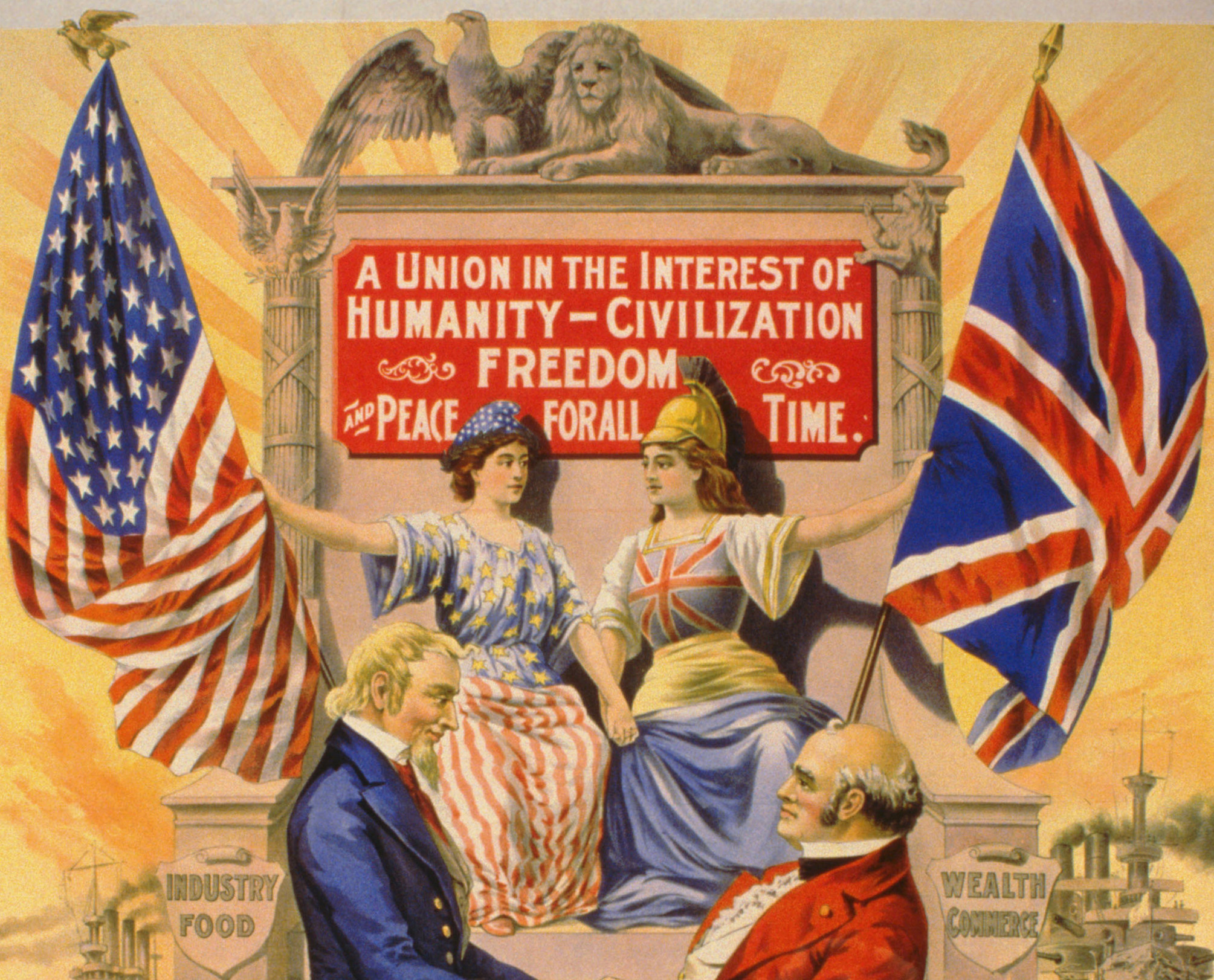
Columbia tillsammans med Britannia, med Onkel Sam och John Bull i förgrunden, symboliserande närmandet mellan USA och Storbritannien 1898.
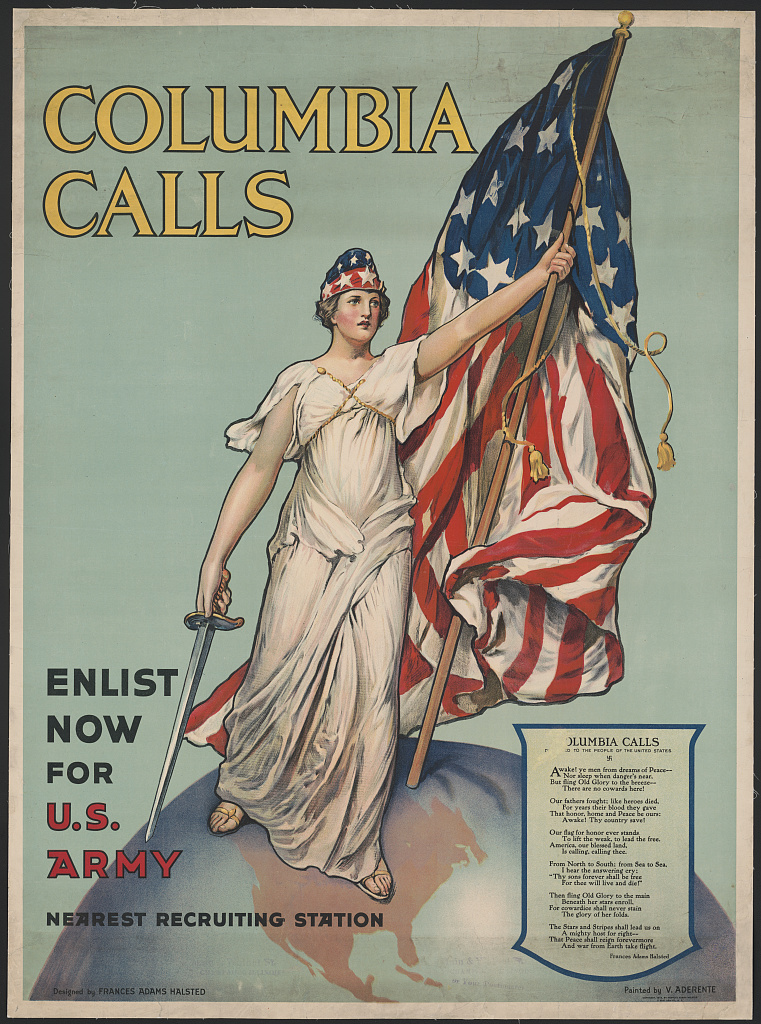
Columbia på rekryteringsaffisch för USA:s armé 1916.
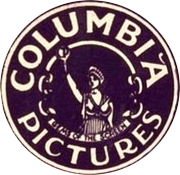
Äldre logotyp för Columbia Pictures i tryck.